# Julio Aurelio Gómez
Julio Aurelio Gómez, apodado el «Brujo», (nacido el 15 de febrero de 1914 en Santa Fe - ?) fue un futbolista argentino. Jugaba como delantero y su primer club fue Rosario Central.

## Carrera
Gómez debutó profesionalmente en Rosario Central, en 1932, e integró la famosa delantera de la época junto al «Chueco» García, Cayetano Potro, Sebastián Guzmán y Juan Cagnotti.
En el club rosarino, jugó 87 partidos y convirtió 30 goles, hasta 1936, en la Liga de Rosario. Obtuvo el título en Torneo Preparación 1936.
Pasó luego por Chacarita Juniors(1937), Estudiantes de La Plata (1938-1942) y Lanús (1943). Entre estos tres equipos, ya en la máxima categoría del fútbol argentino, jugó 139 encuentros y convirtió 50 tantos.

## Clubes
| Club                    | País      | Año       |
| ----------------------- | --------- | --------- |
| Rosario Central         | Argentina | 1932-1936 |
| Chacarita Juniors       | Argentina | 1937      |
| Estudiantes de La Plata | Argentina | 1938-1942 |
| Lanús                   | Argentina | 1943      |

## Palmarés
| Equipo          | País      | Título             | Año  |
| --------------- | --------- | ------------------ | ---- |
| Rosario Central | Argentina | Torneo Preparación | 1936 |